# Diecezja Campanha

Regional CNBB Leste 2.

Diecezja Campanha.

Diecezja Campanha (łac. Dioecesis Campaniensis in Brasilia) – diecezja Kościoła rzymskokatolickiego w Brazylii. Należy do metropolii Pouso Alegre, wchodzi w skład regionu kościelnego Leste II. Została erygowana przez papieża Piusa X bullą Spirituali Fidelium w dniu 8 września 1907.

## Główne świątynie
- Katedra: Katedra św. Antoniego w Campanha
- Bazyliki mniejsze:
  - Bazylika Matki Bożej Niepokalanej w Conceição do Rio Verde
  - Bazylika Matki Bożej Bolesnej w Boa Esperança
  - Bazylika św. Wawrzyńca w São Lourenço

## Biskupi diecezjalni
- João de Almeida Ferrão (1909–1935)
- Inocêncio Engelke OFM (1935–1960)
- Othon Motta (1960–1982)
- Aloísio Amaral CSsR (1984–1991)
- Aloísio Oppermann SCJ (1991–1996)
- Diamantino Prata de Carvalho OFM (1998–2015)
- Pedro Cunha Cruz (2015–2025)